# Тринадцать Будд
Тринадцать Будд (яп. 十三仏) — японская группа буддийских божеств, почитаемая в первую очередь буддийской школой Сингон. Список включает не только будд, но также бодхисаттв и просветлённых правителей — Видья-раджа. Миряне в Сингон, обычно, читают мантры посвящённые божествам определяемым с помощью Китайской астрологии, а монахи в Сингон, как правило, посвящают себя божествам определяемым во время проведения тантрического ритуала Абхишеки. Таким образом, пение мантр тринадцати Буддам является относительной практикой.
Тринадцать Будд также являются важной частью традиционной японской буддийской похоронной службы буддийских похорон, где каждое божество играет собственную роль в поминовении усопшего.
Тринадцать Будд на японском языке и санскрите, а также соответствующие даты служб для них после смерти близких и написание дат на японском:
- Фудо (Акала), 7-й день (初七日)
- Сака (Шакьямуни), 14-й день (二七日)
- Мондзю (Манджушри), 21-й день (三七日)
- Фугэн (Самантабхадра), 28-й день (四七日)
- Дзидзо (Кшитигарбха), 35-й день (五七日)
- Мироку (Майтрея), 42-й день (六七日)
- Якуси (Бхайсаджьягуру), 49-й день (七七日)
- Каннон (Авалокитешвара), 100-й день (百か日)
- Сэйси (Махастхамапрапта), 1-я годовщина (一周忌)
- Амида (Амитабха), 2-я годовщина (三回忌)
- Асуку (Акшобхья), 6-я годовщина (七回忌)
- Дайнити (Вайрочана), 12-я годовщина (十三回忌)
- Кокудзо (Акасагарбха), 32-я годовщина (三十三回忌)